# Cristina D'Alberto Rocaspana
 (février 2014).
Le contenu est difficilement compréhensible vu les erreurs de traduction, qui sont peut-être dues à l'utilisation d'un logiciel de traduction automatique.
Cristina d'Alberto Rocaspana, née le 24 août 1977 à Feltre en Italie, est une actrice et mannequin italienne.

## Biographie
En 2000 Cristina d'Alberto Rocaspana commence sa carrière à la télévision avec Diego Dalla Palma dans le programme Specialmente tu, diffusé sur TMC ; entre 2000 et 2001, elle travaille comme modèle et danseuse dans Carràmba che fortuna, de Raffaella Carrà ; en 2003 c'est une des "héritières" de la première édition de L'eredità, sur Rai Uno.
Après avoir pris des leçons privées de diction et de récitation avec Mario Grosso en 2005, elle fréquente un cours près de l'école Jenny Tamburi.
En 2004 elle est parmi les protagonistes du film Promessa d'amore d'Ugo Fabrizio Giordani. Par la suite elle participe aux rôles secondaires dans les séries de télévision Incantesimo 8 et Carabinieri 5.
En 2006, elle revient au grand public pour l'interprétation du rôle de la chercheuse Flavia Draghi dans le soap de Canale 5, Vivere. En 2009 elle joue dans le soap Un posto al sole, dans le rôle de Greta Fournier.

## Filmographie

### Cinéma
- 2004 : Promessa d'amore d'Ugo Fabrizio Giordani : Maura

### Télévision
- 2005-2006 : Incantesimo (saison 8) de Ruggero Deodato et Tomaso Sherman
- 2006 : Carabinieri (saison 5) de Sergio Martino
- 2006-2007 : Vivere : Flavia Draghi
- 2008 : Julia Corsi, commissaire (épisode In ascolto) d'Alessandro Capone
- 2009- : Un posto al sole : Greta Fournier

### Programmes
- 2000 : Specialmente tu de Diego Dalla Palma : assistante
- 2000-2001 : Carràmba che fortuna de Raffaella Carrà : une danseuse
- 2001 : La grande occasione de Giancarlo Magalli
- 2003 : L'eredità d'Amadeus : une danseuse

### Spots publicitaires
- 2009 : Mon chéri
- 2009-2011 : Glen grant

## Récompenses
- 2008 : Prix personnalité européenne